# Nichiteni, Botoșani
Nichiteni este un sat în comuna Coțușca din județul Botoșani, Moldova, România.
-Este situat în Câmpia Colinară a Jijei, județul Botoșani. 
-Se încadrează în categoria satelor mici, este un sat tip adunat.
- Forma satului este dreptunghiulară.
-Ocupația de bază a locuitorilor este agricultura.
 Acest articol despre o localitate din județul Botoșani este deocamdată un ciot. Puteți ajuta Wikipedia prin completarea lui.